# 国際仏教学大学院大学
国際仏教学大学院大学（こくさいぶっきょうがくだいがくいんだいがく、英語: International College for Postgraduate Buddhist Studies、公用語表記: 国際仏教学大学院大学）は、東京都文京区春日2丁目8-9に本部を置く日本の私立大学。1996年創立、1996年大学設置。
仏教学のみの私立単科大学院大学である。
1996年に霊友会の国際仏教学研究所（現在は国際仏教学大学院大学附属国際仏教学研究所）を基礎として設立された。入学定員5名（総定員20名）の5年一貫制の博士課程のみを設置しており、日本で一番小さい大学でもある。2010年にはキャンパスを東京都港区虎ノ門五丁目から東京都文京区春日へ移転した。
2005年より文部科学省私立大学学術研究高度化推進事業学術フロンティア「奈良平安古写経研究拠点の形成」に選定された。日本中に散らばる古写経の調査を実施している。

## 沿革
- 1995(平成7)年12月22日 - 文部省より学校法人国際仏教学院および国際仏教学大学院大学仏教学研究科の設置認可を受ける
- 1996(平成8)年4月1日 - 開学
- 2001(平成13)年3月28日 - 学位記授与式（第一回修了式）挙行
- 2005(平成17)年 - 文部科学省私立大学学術研究高度化推進事業学術フロンティア「奈良平安古写経研究拠点の形成」に選定
- 2011(平成22)年3月29日 - 港区虎ノ門より文京区春日へ校舎移転

## 組織
- 仏教学研究科
  - 仏教学専攻（五年一貫制の博士課程）

## 付属研究所
- 国際仏教学研究所

## 大学関係者
- 久保継成 - 創立者
- 木村清孝 - 元学長